# Molophilus (Molophilus) pita
Molophilus (Molophilus) pita is een tweevleugelige uit de familie steltmuggen (Limoniidae). De soort komt voor in het Australaziatisch gebied.